# Omeitimalia
De Omeitimalia (Liocichla omeiensis) is een zangvogel uit de familie Leiothrichidae.

## Verspreiding en leefgebied
Deze soort is endemisch in zuidwestelijk China.

## Status
De grootte van de populatie is in 2013 geschat op 1500-7000 volwassen vogels. De populatie is klein en versnipperd en neemt af door habitatverlies. Op de Rode lijst van de IUCN heeft deze soort daarom de status kwetsbaar.